# Autostrada M9 (Węgry)
Autostrada M9 (węg. M9 autóút) – planowana autostrada na Węgrzech, w ciągu trasy europejskiej E65. Z 335 kilometrów obecnie w użyciu jest jedynie 21-kilometrowy odcinek z mostem na Dunaju w pobliżu Szekszárdu.